# Sauromastax luteola
Sauromastax luteola är en insektsart som beskrevs av Marius Descamps och Wintrebert 1965. Sauromastax luteola ingår i släktet Sauromastax och familjen Euschmidtiidae. Inga underarter finns listade i Catalogue of Life.